# Jakobus Morenga

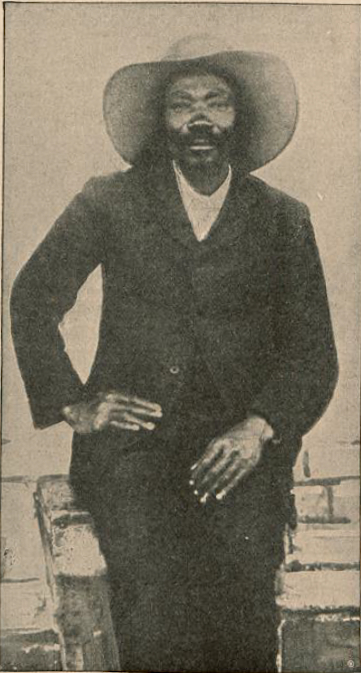
Jakob Morenga (zw. 1904 und 1907)

Jacobus Morenga (oder Jakobus, auch Jacob oder Jakob; und auch Marengo; * um 1875 in Südwestafrika, heutiges Namibia; † 19. September 1907 bei Eenzamheid), genannt der „schwarze Napoleon“, war einer der wichtigsten Anführer im Aufstand der Herero und Nama von 1904 bis 1908.
Die Kriegsführung der Herero und Nama (bzw. Witbooi) unterschieden sich grundsätzlich voneinander: Während die Herero die offene Feldschlacht suchten, zogen die Nama (und Orlam) den verdeckten Kampf aus dem Hinterhalt vor und konnten so der deutschen Schutztruppe empfindliche Verluste beibringen. Diese führten in Berlin zu einer Regierungskrise und lösten eine Neuwahl des Reichstags aus – die sogenannte „Hottentotten-Wahl“ am 25. Januar 1907.
Morenga gilt als einer der ersten modernen Guerillakämpfer. Er war in seinen letzten Lebensjahren für die Südwest- und Südafrikaner ein Volksheld und für die deutsche Kolonialmacht einer der Hauptfeinde. Kaiser Wilhelm II. persönlich setzte auf seinen Kopf 20.000 Mark Belohnung aus. Jakob Morenga fiel 1907 im Kampf gegen seine britischen Verfolger, die in diesem Fall mit den deutschen Militärs zusammenarbeiteten.

## Werdegang
Morenga war das Kind eines Hereromannes und einer Namafrau. Angeblich soll er von einem Missionar für anderthalb Jahre nach Europa mitgenommen worden sein. Er sprach fließend Deutsch, Englisch und Afrikaans. Er arbeitete vor seiner militärischen Karriere zuletzt in den Kupferminen von Ookiep in der Kapkolonie.
Nach seiner Rückkehr nach Südwestafrika war Morenga bei dem Aufstand der Bondelswart im Herbst 1903 in Erscheinung getreten und hatte sich dort als einer der Hauptführer einen Namen als einfallsreicher Taktiker gemacht. Im Frieden von Kalkfontein wurde Morenga von den Deutschen geächtet. Auf seinen Kopf wurden 1000 Mark Belohnung ausgesetzt. Morenga flüchtete in die Karasberge und anschließend auf britisches Territorium.
Anfang Juli 1904 kehrte Morenga nach Deutsch-Südwestafrika zurück und beschaffte sich durch Überfälle auf weiße Siedler im Süden Waffen und Lebensmittel. Anfangs bestand seine Truppe aus 11 Mann. Am 30. August kam es bei Kouchanas zu einem Gefecht mit einer 30 Mann starken deutschen Truppe, in dessen Verlauf ihr Führer Leutnant von Stempel und zwei weitere Soldaten getötet wurden. Morenga schlug die Deutschen in die Flucht, und auch in den folgenden Scharmützeln blieb er immer siegreich.
Morenga erhielt stetigen Zulauf sowohl von Nama als auch Herero, und im September hatten sie bereits 150 Gewehre. Diese Konstellation war außergewöhnlich, da Nama und Herero traditionell gegeneinander statt zusammen kämpften. Morengas politisches Ziel war ein Wechsel von der deutschen zur britischen Kolonialherrschaft. Eine staatliche Unabhängigkeit erschien zu jener Zeit noch utopisch.
Nach der Beendigung des Hererokrieges wurde er ab Oktober 1904 zur zentralen Gestalt der Namarebellion unter Hendrik Witbooi, in der er einen über 3 Jahre andauernden Guerillakrieg im Namaland führte. Einer der Höhepunkte für Morenga war 1905 das Gefecht von Hartebeestmund, in dem seine Leute die Deutschen in einen Hinterhalt lockten, ihnen schwere Verluste zufügten und sie so in die Flucht schlugen. Von Dezember 1905 bis Februar 1906 mussten die Deutschen die Kämpfe gegen Morenga einstellen, da sie Nachschubprobleme hatten. Erst im März 1906 begannen die Deutschen mit einer Großoffensive gegen Morenga.

### Grenzverletzungen
Jakob Morenga floh am 1. Mai 1906 auf neutrales britisches Gebiet und campierte nur 10 Kilometer von der Grenze entfernt bei Van Rooisvley. Seine Leute rechneten nicht damit, dass die Deutschen die Grenze überschreiten würden und wurden so am 4. Mai von Hauptmann Bech überrascht. Dabei fielen 23 Nama, aber der verwundete Morenga konnte entkommen. Bech rechtfertigte sein völkerrechtswidriges Vorgehen, indem er behauptete, erst nach dem Gefecht von einem Kappolizisten erfahren zu haben, dass sie sich auf britischem Gebiet befänden. Gouverneur Friedrich von Lindequist beschwerte sich sogar bei den Briten, dass diese nicht genügend zur Aufrechterhaltung der Neutralität (und damit der Entwaffnung der geflüchteten Aufständischen) täten. Gleichzeitig machte er das Recht auf „Selbsthilfe“ geltend.
In Berlin sah man das jedoch anders und versicherte durch den Botschafter in London, dass solche Grenzverletzungen scharf missbilligt würden und nicht wieder vorkämen. Allerdings stellte sich heraus, dass die Briten sehr wohl das gleiche Interesse wie die Deutschen verfolgten und nach Morenga fahndeten. Daher blieb der britische Protest nach Aussagen des deutschen Generalkonsuls in Kapstadt rein formal. In der Zwischenzeit überschritten die Deutschen am Tag darauf erneut die Grenze, um Morenga erneut anzugreifen. Dieser wurde aber gewarnt und konnte eine halbe Stunde vor Eintreffen der Deutschen entkommen.

### Gefangennahme
Am 7. Mai 1906 stellte sich Jakob Morenga zusammen mit sieben seiner Männer der Kappolizei und wurde daraufhin nach Prieska gebracht, das 300 km von der Grenze entfernt liegt. Auf deutscher Seite war man erleichtert über die Gefangennahme Morengas und somit das Ausscheiden eines der größten Feinde.
In Prieska wurde Morenga von der Bevölkerung als großer Held gefeiert. Er gab mehrere Interviews. So sagte er der Cape Times, dass der Krieg durch seine Festnahme nicht beendet sei, sondern solange weitergehe, „wie noch ein Afrikaner im Felde steht“. Weiter bekräftigte er seine Hoffnung, dass Südwestafrika an Großbritannien übergehe und beteuerte sein Vertrauen in eine gerechte Behandlung durch die Briten.
Morenga ersuchte bei den Briten um politisches Asyl, wurde aber für fast ein Jahr interniert. Sie lehnten ein Auslieferungsbegehren Deutschlands hingegen ab. Als sich Ende 1906 eine vorzeitige Freilassung Morengas abzeichnete, telegrafierte der Schutztruppenkommandeur Berthold Deimling nach Berlin: „Halte seine Freilassung gerade jetzt, solange die Bondelzwarts noch nicht völlig in den locations gesammelt, für Ruhe Schutzgebiets gefährlich.“ Die Deutschen konnten erfolgreich in London intervenieren und die Freilassung Morengas um ein weiteres halbes Jahr hinauszögern.

### Freilassung und Flucht
Im Juni 1907 wurde Morenga schließlich freigelassen. Der deutsche Generalkonsul in Kapstadt, Humboldt, bot ihm auf Deimlings Anweisung einen Beitritt zum Bondelzwartsabkommen vom Dezember 1906 an, was er jedoch ablehnte, da er den Deutschen nicht traute. Stattdessen ging Morenga nach Upington, wo er unter polizeiliche Beobachtung gestellt wurde. Er entzog sich eines Tages den Meldeauflagen und versteckte sich wieder im deutsch-britischen Grenzland. Der britische Außenminister Sir Edward Grey versicherte den Deutschen nun, dass Morenga kein Asyl mehr erhalte, sondern auf deutsches Gebiet zurückgetrieben werde.
Die Einwohner Südwestafrikas waren von Morengas Auftauchen elektrisiert. Sofort konnte er Anhänger unter den Bondelswart sammeln, die sich noch in der Kapkolonie aufhielten. Die Deutschen drängten die britische Seite, alles zu tun, um Morenga „lebend oder tot von der Grenze zu entfernen“. Sogar Kaiser Wilhelm schaltete sich ein: „Preis auf Morengas Kopf setzen 20.000 Mark, seine Bande ausrotten ohne Pardon.“

### Das letzte Gefecht

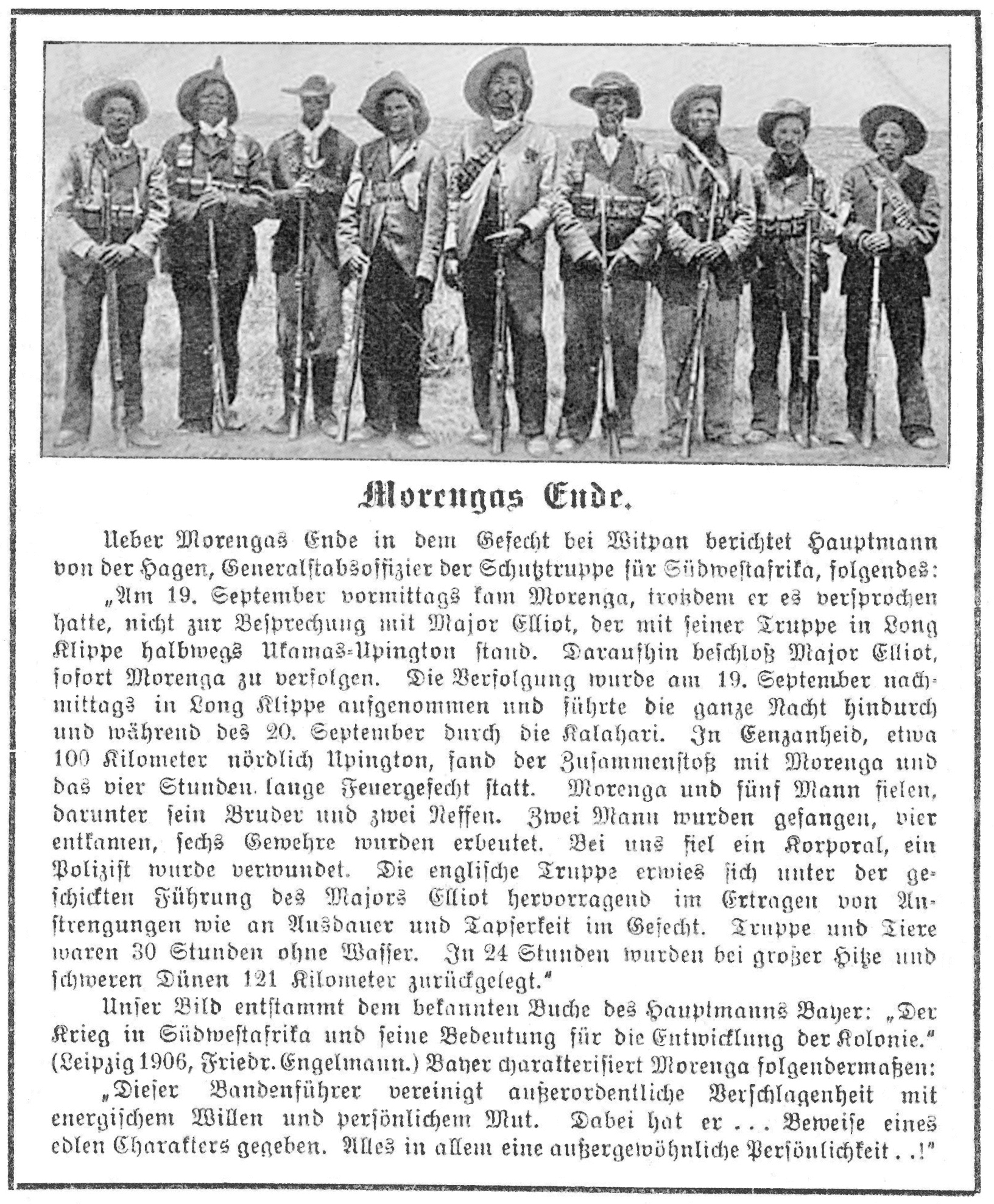
Artikel über Morengas Tod aus der Deutschen Kolonialzeitung vom 5. Oktober 1907

In Zusammenarbeit der englischen Kappolizei unter Major Elliot und der deutschen Schutztruppe wurde Morenga am 17. September 1907 aufgespürt. Zu diesem Zeitpunkt bestand seine Truppe aus 30 Mann. Über Morengas letzte Tage wissen wir dank eines ausführlichen Berichts des deutschen Verbindungsoffiziers von Hagen recht gut Bescheid. Es wird berichtet, dass die Briten sich zunächst mit Morenga zu Verhandlungen in Longklippe treffen wollten. Als Morenga zum verabredeten Termin nicht erschien, sondern offensichtlich in Richtung deutscher Grenze entkommen war, nahmen die Briten noch am selben Tag die Verfolgung auf. Es erging der Befehl, ihn zu erschießen.
Morenga war jetzt auf dem Weg in die Kalahari, um sich mit Simon Kooper zu vereinen. Er rechnete damit, dass seine Verfolger den Ritt durch die wasserlose Wüste nicht wagen würden. Von Hagen rechnete aus, dass Morenga spätestens am 20. September gefasst werden müsse, da die Verfolger sonst wegen Wassermangels umkehren müssten. Nahe Eenzaamheid hatte sich Morenga in den dortigen Höhen verschanzt.
Gegen 14 Uhr am 19. September 1907 wurde er dort richtig vermutet. In dem folgenden Gefecht war den Verfolgern zunächst nicht klar, wo Morenga überhaupt steckte. Erst nach einer Stunde erkannten sie die Hauptstellung. Als die letzten Schüsse gegen 17 Uhr verstummten, entdeckten sie die Leiche Morengas unter einem Baum. Von Hagen schreibt: „Er hatte drei Schüsse: einen durch die rechte Schläfe und hinter dem linken Ohr heraus; der zweite hatte ihm den Hinterkopf weggerissen, der dritte war durch das Herz eingedrungen und aus der Rückseite heraus gegangen. Außerdem fanden wir noch 2 tote Männer, 4 tote Frauen und einen Verwundeten.“ Hinzu kamen noch vier weitere getötete Männer. Es starben u. a. ein Bruder, ein Schwager und drei Neffen Morengas.

## Bewertungen von deutscher Seite
Von Hagen zieht folgendes Resümee:

„1. Die Haltung der englischen Truppen während der Verfolgung und des Gefechts war gut …

2. Nach Aussagen der Gefangenen hatte Morenga Boten zu Johannes Christian, dem Bondel, geschickt, mit der Aufforderung, von der deutschen Regierung abzufallen und sich ihm anzuschließen …

3. Das Zusammenwirken der deutschen und englischen Truppen ist politisch von großer Bedeutung geworden:
a) Es hat die deutsche und englische Nation in Südafrika näher aneinander gebracht. In Upington war nach dem Gefecht große deutsch-englische Verbrüderung: Deutsche Fahnen waren gehißt; bei den verschiedenen Festen wurden begeisterte Reden auf Seine Majestät und die deutschen Truppen gehalten, usw.
b) Der Eingeborene in Südafrika wird sich jetzt sagen, daß er nicht mehr gegen den Deutschen oder Engländer oder Holländer usw. kämpft, sondern daß jetzt die weiße Rasse geschlossen gegen die schwarze steht
c) Den Schwarzen ist der Hauptheld Morenga genommen, auf den sie ihre Hoffnungen setzten.“

Freilich kühlten die überschwänglichen deutsch-britischen Verbrüderungen schnell wieder ab.
Gouverneur Bruno von Schuckmann schreibt zu Morengas Tod:

„Es ist kein Zweifel, daß mit dem Tode Morengas die offene Gefahr vorüber ist und daß derselbe wesentlich zur Beruhigung der Hottentotten, insbesondere der Bondelzwarts beitragen wird, da ihn in ihren Augen ein gewisser Nimbus umgab und viele mit ihrem Lose nicht Zufriedene mit seinem Erscheinen die Hoffnung auf eine bessere Zukunft verbanden.“

## Ehrung
Das Ehepaar Ottilie und Kenneth Abrahams gründete 1985 in Katatura das Jacob Marengo Tutorial College.

## Film
- In Egon Günthers Fernsehfilm Morenga wurde Morenga von dem südafrikanischen Schauspieler Ken Gampu dargestellt.